# Juan Smith
Juanne Hugo Smith (Bloemfontein, 10 de julio de 1981) es un exjugador sudafricano de rugby que se desempeñaba como ala u octavo.
Smith jugó en el Super Rugby con los Cats de Johannesburgo desde 2003 hasta 2005 y para los Cheetahs de Bloemfontein desde 2006 hasta 2011. Luego de una larga lesión en el talón de Aquiles, Smith se incorporó al RC Toulonnais francés en 2013, resultando campeón de Europa en 2014 y 2015.

## Participaciones en Copas del Mundo
| Mundial                       | Sede      | Resultado        | PJ | Tries |
| ----------------------------- | --------- | ---------------- | -- | ----- |
| Copa Mundial de Rugby de 2003 | Australia | Cuartos de final | 4  | 1     |
| Copa Mundial de Rugby de 2007 | Francia   | Campeón          | 7  | 4     |

## Palmarés
- Campeón del Rugby Championship de 2009.
- Campeón de la Copa de Campeones de 2013/14 y 2014/15.
- Campeón del Top 14 de 2013-14.